# Flieger-Hauptingenieur
Flieger-Hauptingenieur (dobesedno nemško Letalski-Glavni inženir; okrajšava: Fl Hpt Ing) je bil častniški čin za pripadnika Inženirskega korpusa Luftwaffe (Ingenieurkorps der Luftwaffe), ki je bil v uporabi med letoma 1935 in 1940. Ustrezal je činu stotnika (v preostali Luftwaffe in Heeru).
Nadrejen je bil činu Flieger-Oberingenieurja in podrejen činu Flieger-Stabsingenieurja.

## Oznaka čina
Oznaka čina, ki je bila enaka kot za preostale, razen da je bila podlaga roza barve, je bila sestavljena iz:
- naovratna oznaka čina je bila sestavljena iz: srednje velikega hrastovega venca, iz enega para prekrižanih stiliziranih hrastovih listov, nad katerim so se nahajali trije pari stiliziranih kril; barva podlage se je raziskovala glede na rod oz. službo;
- naramenska oznaka čina je bila sestavljena iz štirih vrvic, ki so bile pritrjene na črno podlago v obliki U in dveh zvezde, pri čemer se je barva obrobne vrvice različna glede na rod oz. službo;
- narokavna oznaka čina (na zgornjem delu rokava) za bojno uniformo je bila sestavljena iz ene bele črte, nad katero so se nahajali trije pari belih stiliziranih kril na modri podlagi.

Galerija
- Naovratna oznaka čina
- Osnovna naramenska oznaka čina
- Narokavna oznaka čina